# Hogeschool Utrecht
De Hogeschool Utrecht (Engels: University of Applied Sciences Utrecht) is een kennisinstelling in de Nederlandse stad Utrecht.

## Geschiedenis
In 1988 ontstond de Hogeschool van Utrecht (HvU) door een fusie van enkele hogescholen in de stad en provincie Utrecht. Per 1 september 2005 fuseerde de HvU met de Driebergse Hogeschool De Horst. Tegelijkertijd werd de naam gewijzigd naar Hogeschool Utrecht (HU).

## Medewerkers
Eind 2020 waren 3.552 medewerkers in dienst. Hiervan waren 2.409 medewerkers onderwijzend/onderzoekend en 1.143 medewerkers ondersteunend personeel. Van het onderwijzend personeel had dat jaar 91% een mastertitel en was 13% gepromoveerd. Eind 2020 werkten er 49 lectoren aan praktijkgericht onderzoek. In dat jaar waren 347 docenten en andere onderzoekers betrokken bij het praktijkgericht onderzoek, terwijl 118 medewerkers promotieonderzoek verrichtten.

## Studenten
Hogeschool Utrecht (HU University of Applied Sciences Utrecht) is een kennisorganisatie met 27.800 voltijd bachelorstudenten, 5.019 deeltijd en duaal bachelorstudenten, 2.801 masterstudenten en 565 associatie degree studenten (peildatum: 31 december 2020). Ruim een vijfde van de studenten aan Hogeschool Utrecht is werkend professional.

## Instituten en Kenniscentra
Met ingang van 1 februari 2017 werkt Hogeschool Utrecht niet langer met faculteiten. Instituten zijn sinds die datum de organisatorische eenheden waarin het onderwijs wordt georganiseerd. De instituten zijn of waren:
- Instituut Archimedes
- Instituut Theo Thijssen
- Instituut voor Gebaren, Taal & Dovenstudies
- Seminarium voor Orthopedagogiek
- Instituut voor Communicatie
- Instituut voor Media
- Institute for Design & Engineering
- Institute for Life Sciences & Chemistry
- Institute for Information & Communication Technology
- Institute for Business Administration
- Institute for Business Economics
- Institute for Marketing & Commerce
- Institute for International Business Studies
- Instituut voor Arbeid & Organisatie
- Instituut voor Social Work
- Instituut voor Ecologische Pedagogiek
- Instituut voor Recht
- Instituut voor Veiligheid
- Instituut voor Bewegingsstudies
- Instituut voor Paramedische Studies
- Instituut voor Verpleegkundige Studies
- Instituut voor Gebouwde Omgeving (per 1 januari 2020 opgeheven)

De lectoraten van Hogeschool Utrecht zijn ondergebracht in vier thematische kenniscentra:
- Digital Business & Media
- Gezond en Duurzaam Leven
- Leren en Innoveren
- Sociale Innovatie

In 2020 werd de Hogeschool Utrecht partner van de Data- en Kennishub Gezond Stedelijk Leven, een onafhankelijk en open platform van publieke en private organisaties die samen werken aan een gezonde stedelijke leefomgeving.

## Internationaal
Hogeschool Utrecht heeft partnerschappen met veel opleidingsinstellingen in het buitenland, voor internationale uitwisselingsprogramma’s. Ook werkt Hogeschool Utrecht samen met bedrijven in binnen- en buitenland voor stageplekken. Hogeschool Utrecht is mede-oprichter lid van CARPE (Consortium on Applied Research and Professional Education), een Europees consortium voor toegepast onderzoek en beroepsgericht onderwijs. Hierin werkt Hogeschool Utrecht samen met Hamburg University of Applied Sciences, Universitat Politècnica de València, Turku University of Applied Sciences en Manchester Metropolitan University.

## Locaties

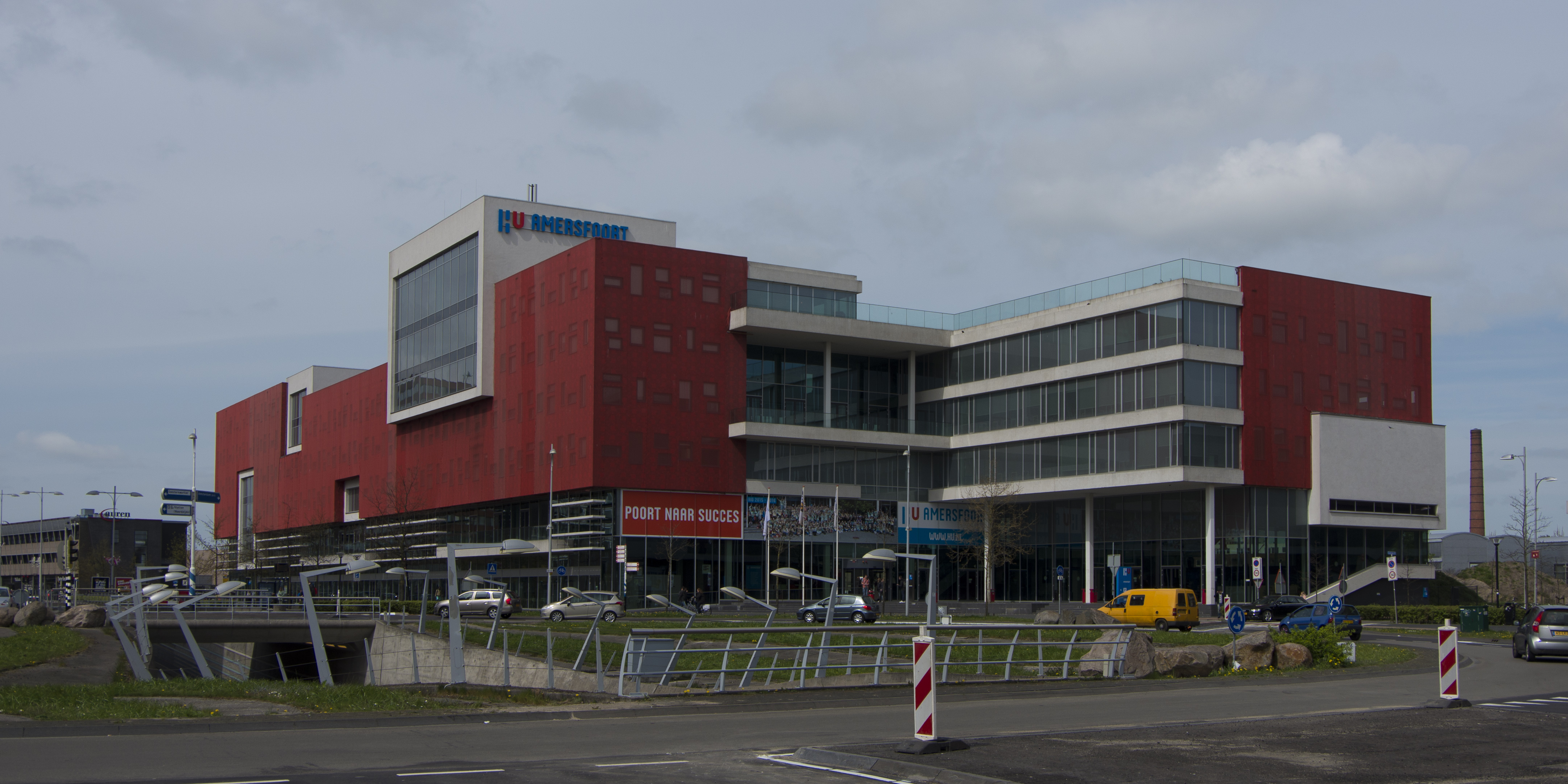
Locatie Amersfoort

Hogeschool Utrecht heeft vestigingen in Utrecht (op het Utrecht Science Park) en Amersfoort.

## College van Bestuur
Het College van Bestuur (CvB) wordt gevormd door: Wilma Scholte op Reimer (voorzitter), Eva Reuling en Gerard van Assem